# Roman Bierła
Roman Bierła (Katowice, 21 marzo 1957) è un ex lottatore polacco, specializzato nella lotta greco-romana.

## Palmarès

### Olimpiadi
- 1 medaglia:
  - 1 argento (Mosca 1980 nei pesi massimi)

### Europei
- 1 medaglia:
  - 1 argento (Bucarest 1979 nei pesi massimi)